# Emil Hohlenberg
Hans Adam Christian Emil Hohlenberg (14. srpna 1841, Kodaň – 26. června 1901) byl dánský důstojník a fotograf.

## Životopis
Byl synem Johana Christiana Carla Hohlenberga a Elisabeth Christiane Frederikke Schou. Hohlenberg dosáhl hodnosti kapitána v armádě . Když Emil Rye přestěhoval svůj podnik z Odense do Kodaně v roce 1872, Emil Hohlenberg se stal jeho společníkem (E. Rye & Co.), ale dne 14. září 1876 se Rye opět stal jediným vlastníkem a Hohlenberg začal 26. září téhož roku pro sebe. Hohlenberg měl asi v období 1881–1899 studio na Østergade 1 (roh Strøget a Kongens Nytorv) v Kodani. Byl dvorním fotografem královské rodiny, mezi jeho další zákazníky patřila především šlechta a armáda.

## Galerie

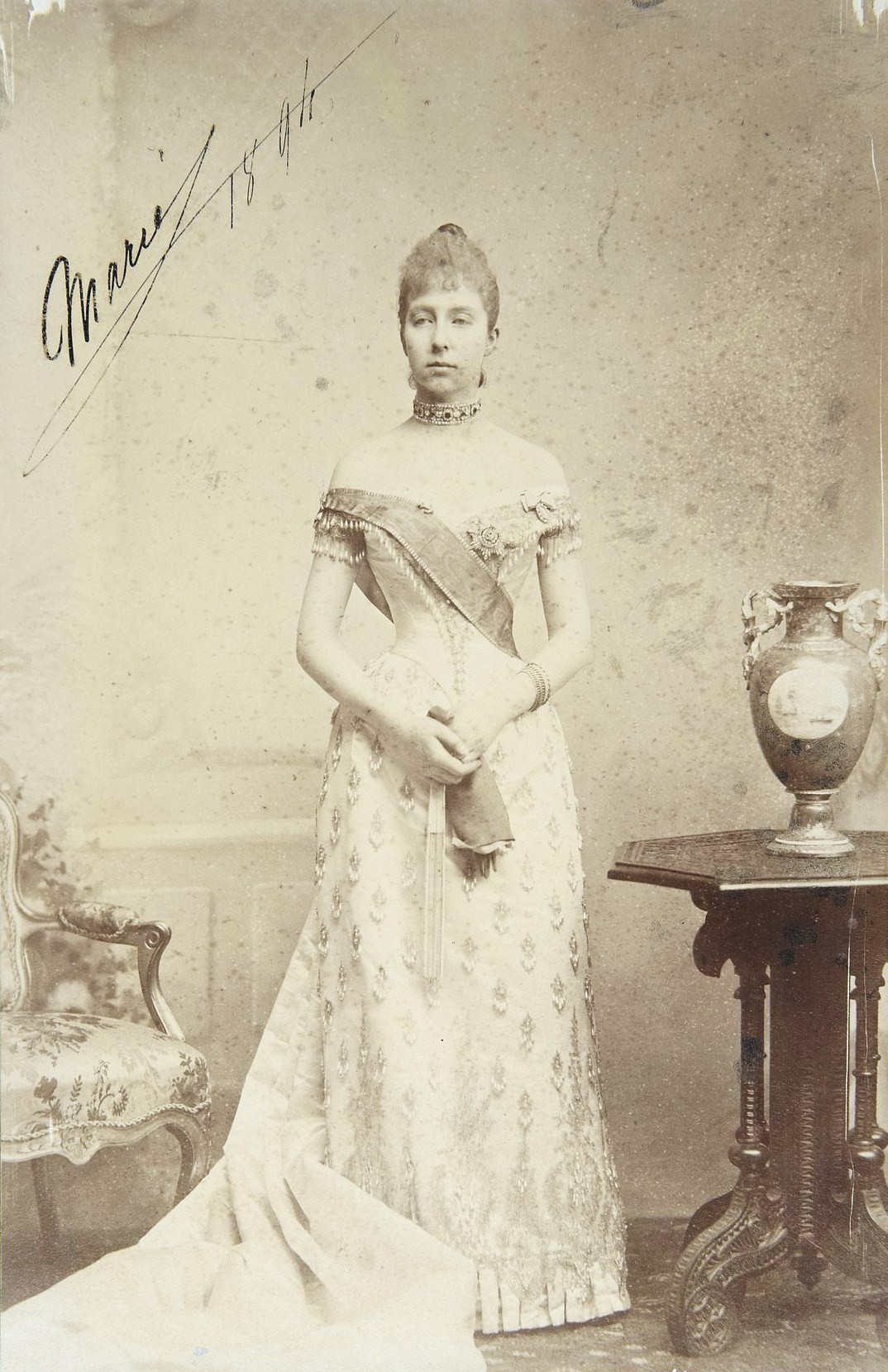
Dánská princezna Marie Orleánská, 1894
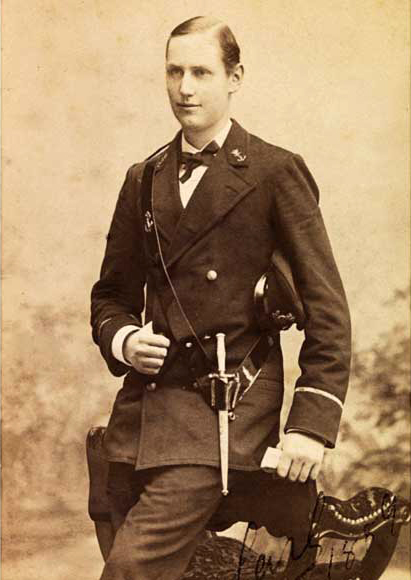
Princ Carl, 1889
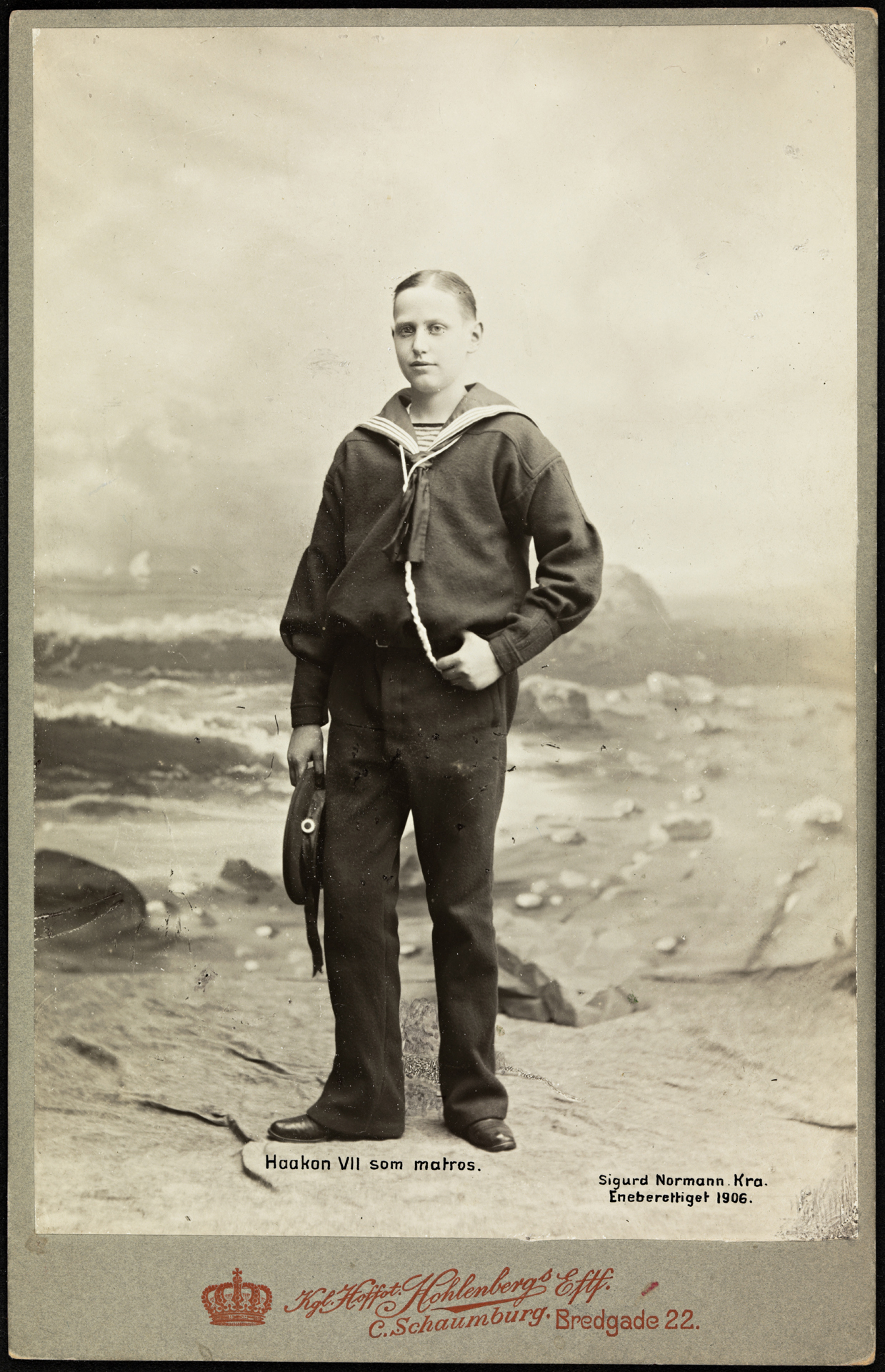
Princ Carl, 1883
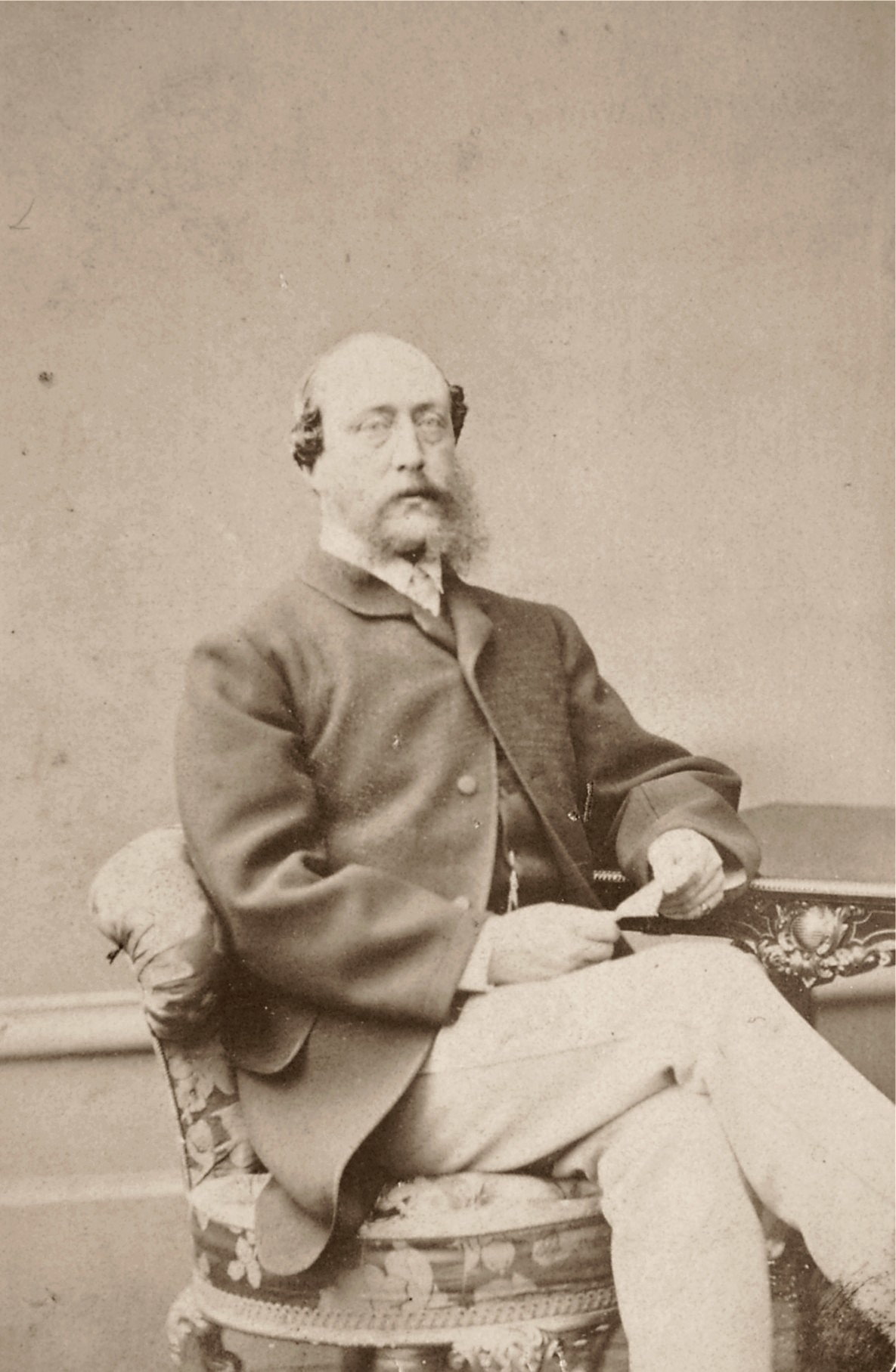
Princ Christian
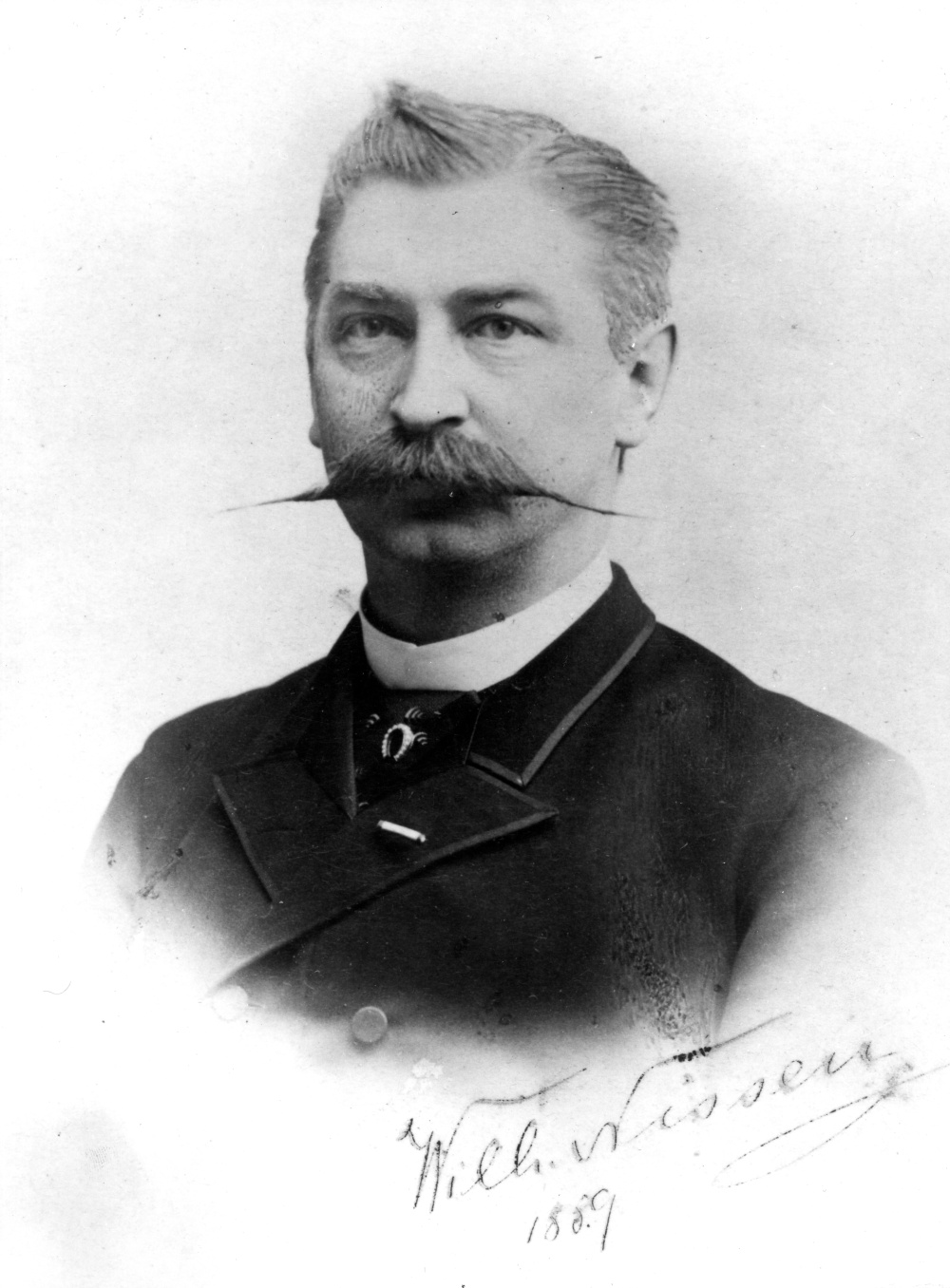
Wilhelm Nissen, 1889
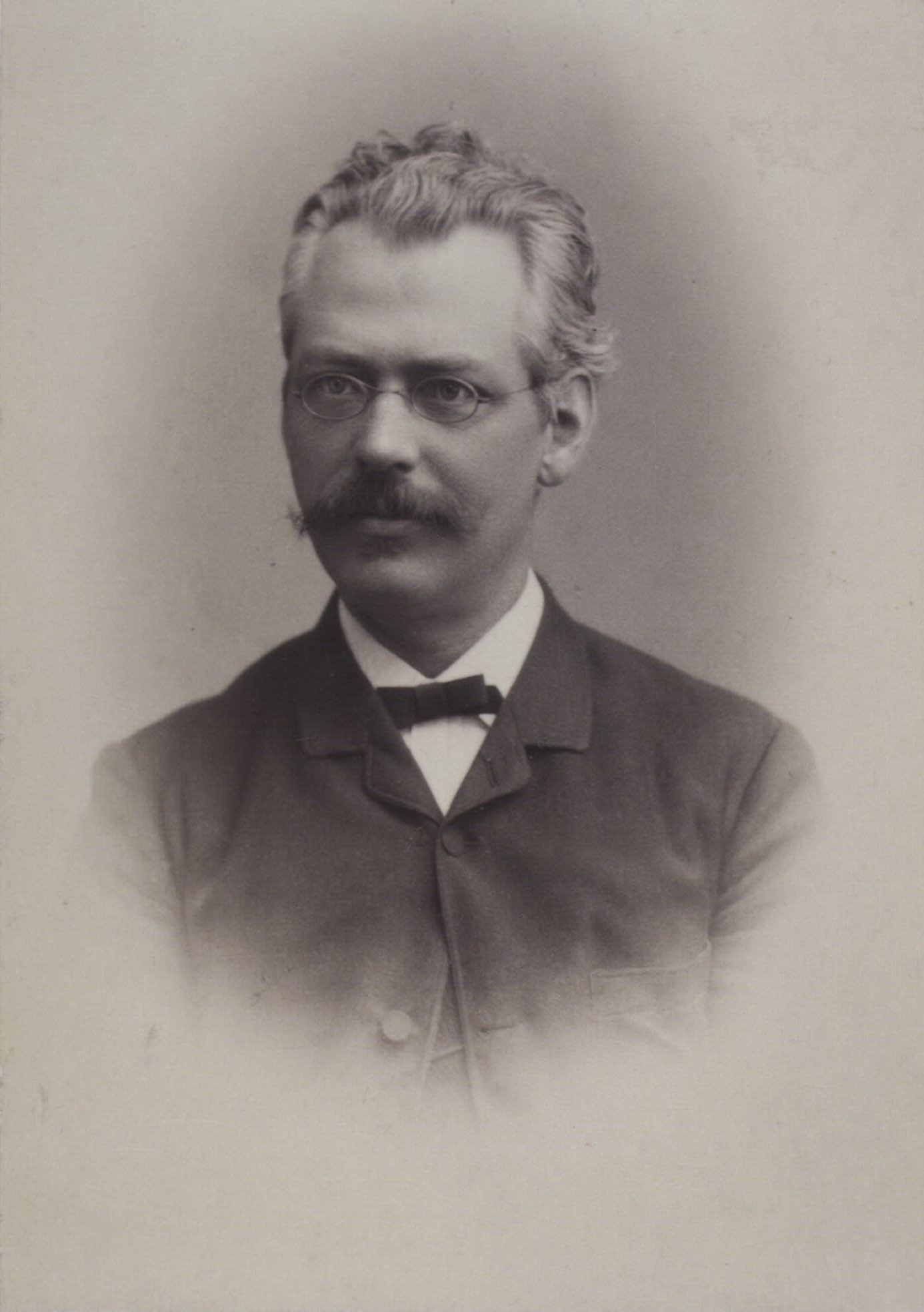
Victor Nicolaus Andræ
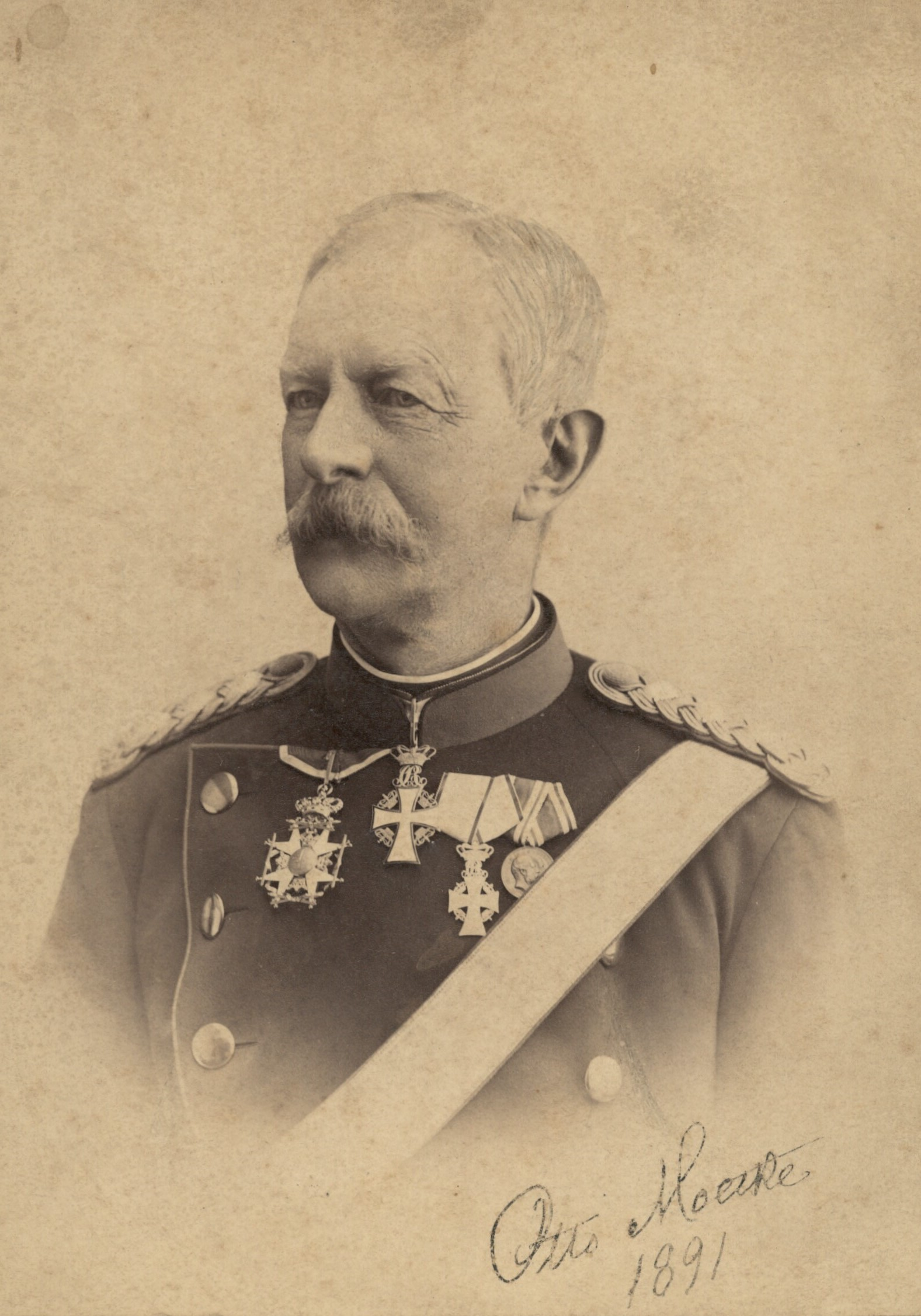
Otto Moltke 1891
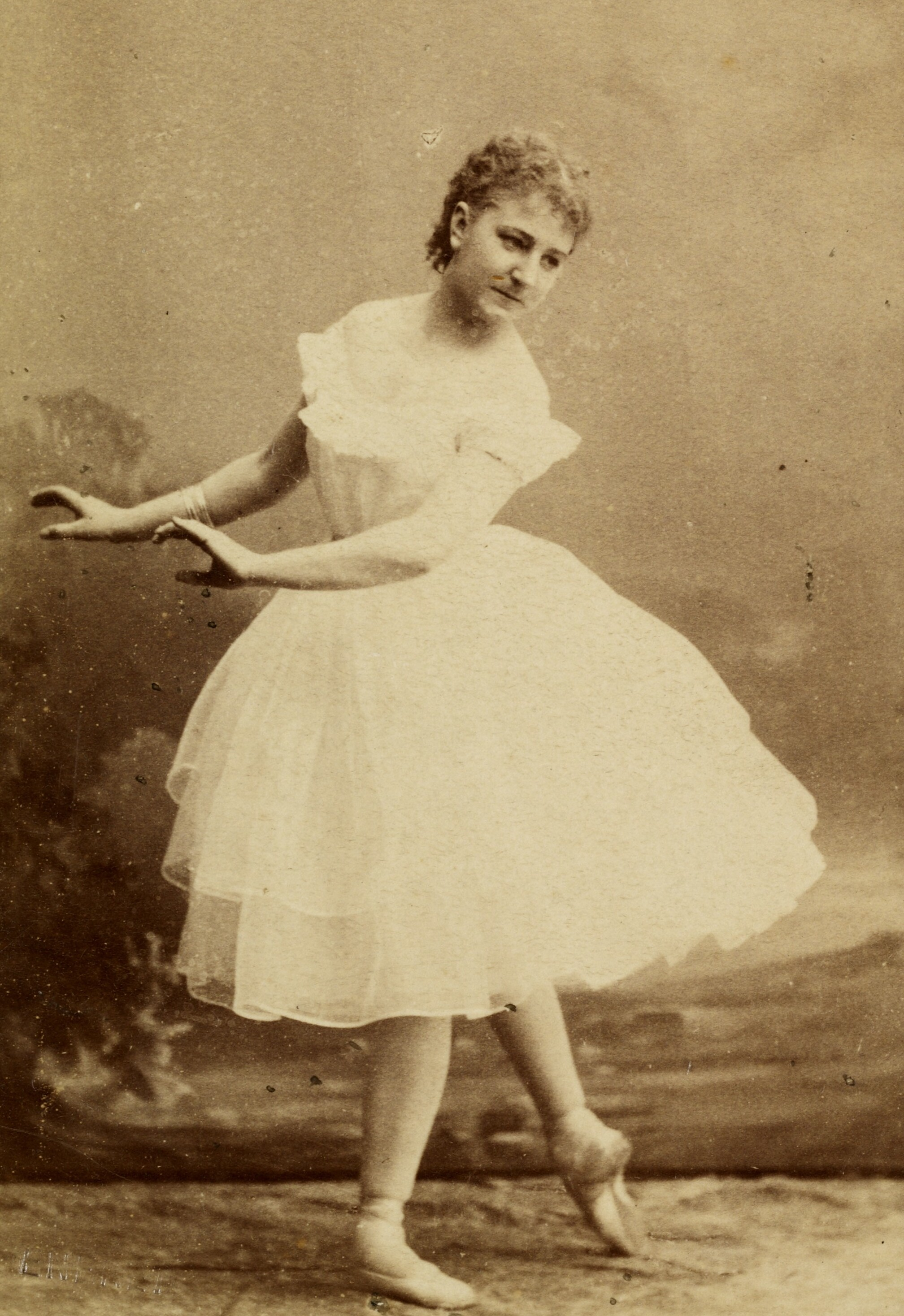
Anna Tychsen
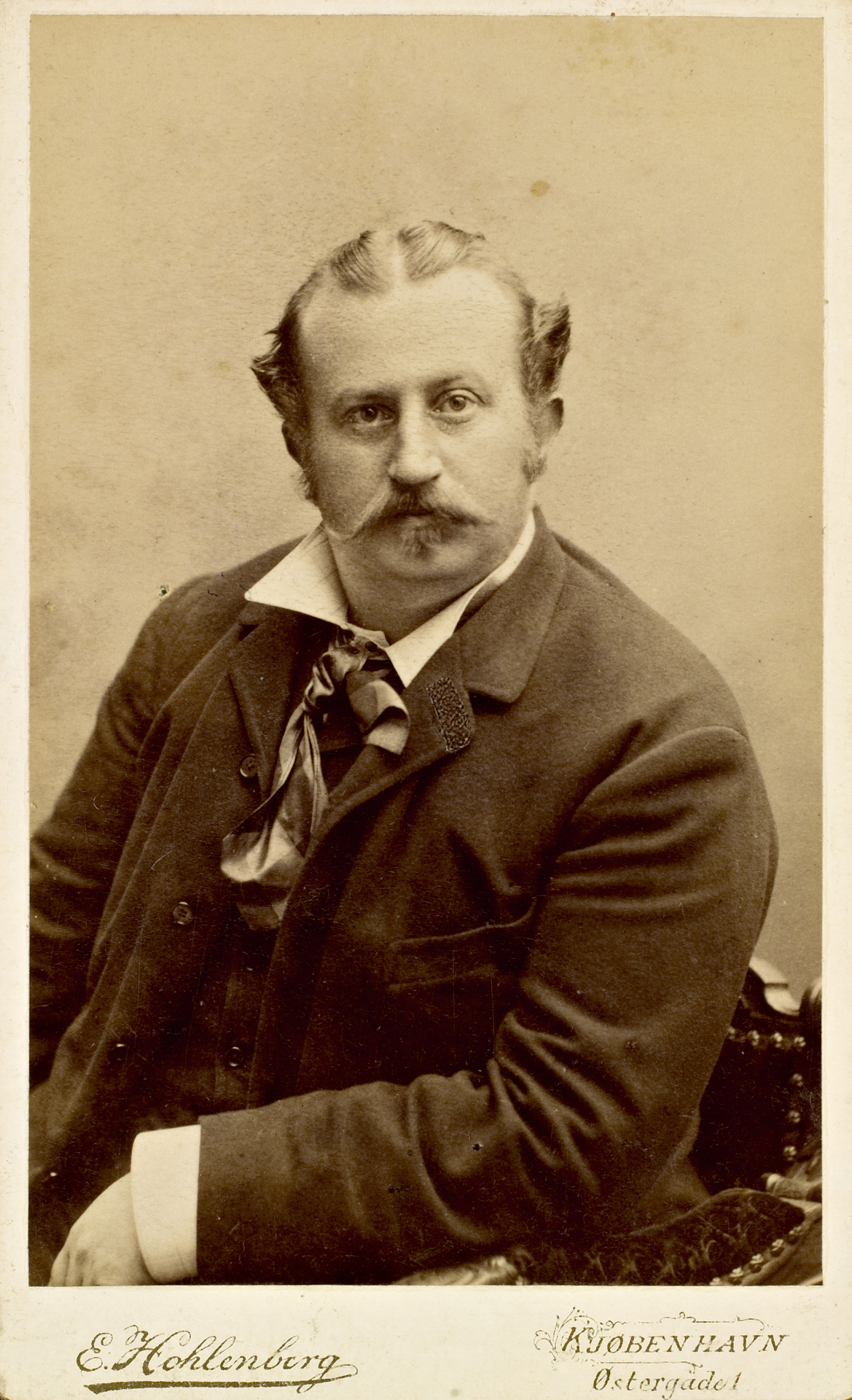
Alexander Kielland
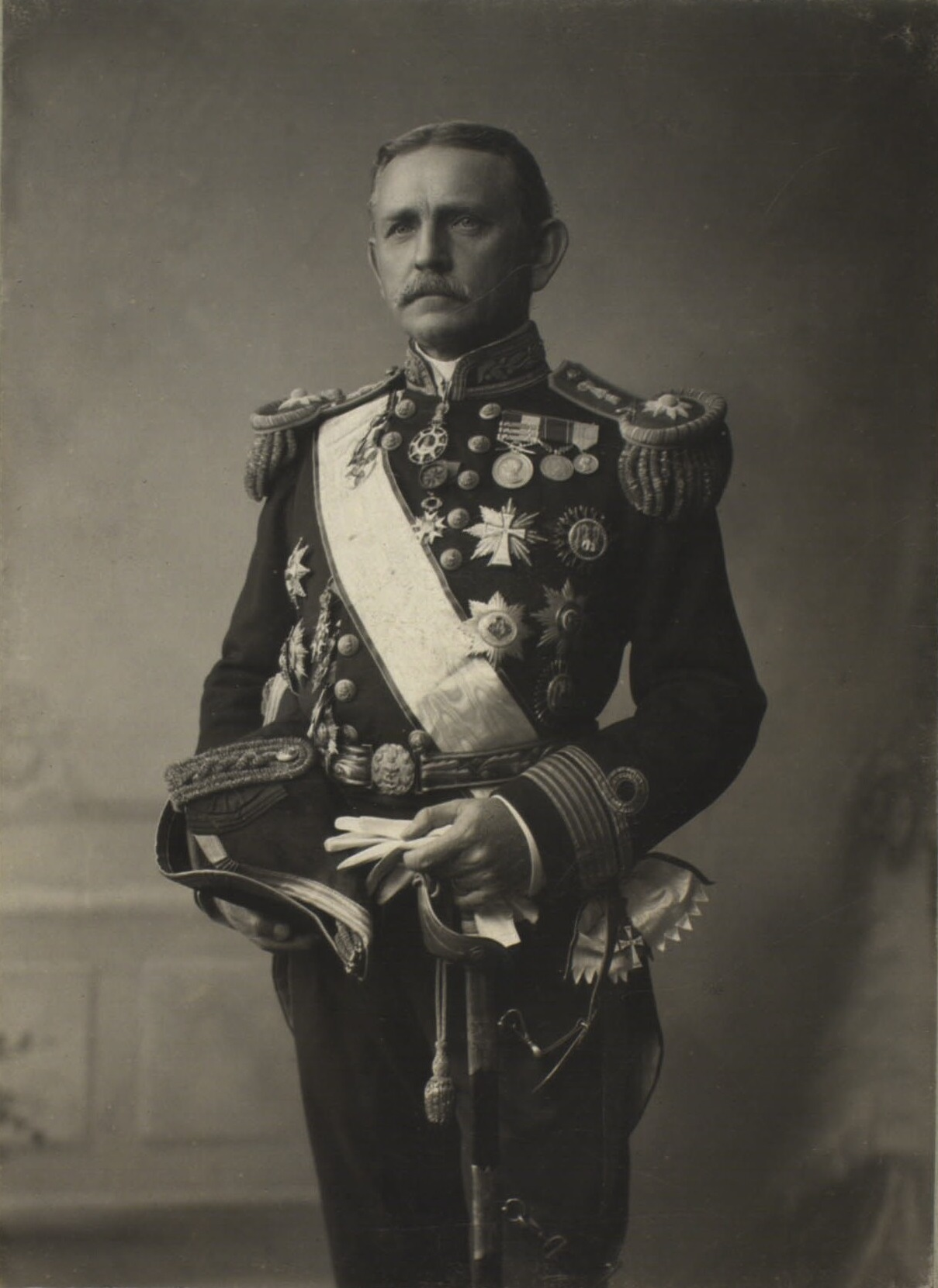
Andreas du Plessis de Richelieu